# The Blue Films
The Blue Filmsは、元4D-JAMのヴォーカルだった古川真帆（4D-JAM時代は「ふるかわ魔法」）と京都在住のギタリスト北森正樹による歌謡ブルースユニット。
「女と男と哀歌(ブルース)の三角関係」をコンセプトに楽曲の作曲、プロデュースの殆どを本丸統志文がおこなっている。

## リリースタイトル
- 2004年12月01日

1st シングル　「愛の音」JPNTV-S0003 C/W 「して」「KARAMAWARI」
- 2005年10月29日

1st アルバム　「曲線」JPNTV-A0001
- 2006年04月16日

2nd シングル　「天神川ワルツ」JPNTV-S0005
- 2006年10月25日

DVD シングル　「噂の女〜the Theme of Rina」JPNTV-D0001
- 2006年11月22日

2nd アルバム　「ドラマ〜歌女之歌」JPNTV-A0002